# Безперервний спектр

Спектр видимого випромінювання у неперервному спектрі електромагнітних хвиль

Безпере́рвний або непере́рвний або суці́льний спе́ктр (англ. Continuous spectrum) — спектр, у якого монохроматичні складові заповнюють без розривів інтервал довжин хвиль, в межах якого відбувається випромінювання.

## Структура спектра
Неперервний спектр відтворює нейтрально білий колір, що теоретично в природі ніколи не зустрічається. Наприклад, спектр випромінювання сонця протягом дня змінюється зі слабко жовтуватого до помаранчевого ввечері, що пояснюється розсіюванням коротких синьо-фіолетових хвиль в атмосфері. Розсіяні короткі хвилі в атмосфері забарвлюють її в блакитні відтінки, а до земної поверхні доходить світло, в якому бракує відповідної частини спектра. Кольорова температура, баланс білого кольору — поняття, які пов'язані з частковою зміною спектра та його корекцією.

## Неперервний спектр вільної частинки
Неперервний спектр має вільна частинка, що рухається в необмеженому об'ємі простору. Для  квантових систем енергетичний спектр знаходиться із стаціонарного рівняння Шредінгера, тобто є спектром власних значень гамільтоніана квантової системи.  Рух будь-якої вільної частинки, яка має енергію {\displaystyle E} та імпульс {\displaystyle \mathbf {p} }, рівняння Шредінгера зв'язує з плоскою хвилею:
{\displaystyle \psi (\mathbf {x} ,t)=C\cdot e^{i(\omega t-\mathbf {k} \mathbf {r} )}},
де {\displaystyle \mathbf {x} } — одновимiрна координата частинки, що вільно рухається, {\displaystyle t} — час. Частота цієї хвилі {\displaystyle \omega } та її хвильовий вектор {\displaystyle \mathbf {k} } зв'язані з енергією та імпульсом частинки такими ж рівняннями, що справедливі і для квантів світла, тобто: {\displaystyle E=\hbar \omega ,\mathbf {p} =\hbar \mathbf {k} \ }. {\displaystyle \mathbf {k} } — неперервна величина, тому що немає граничних умов, якi квантують iмпульс.

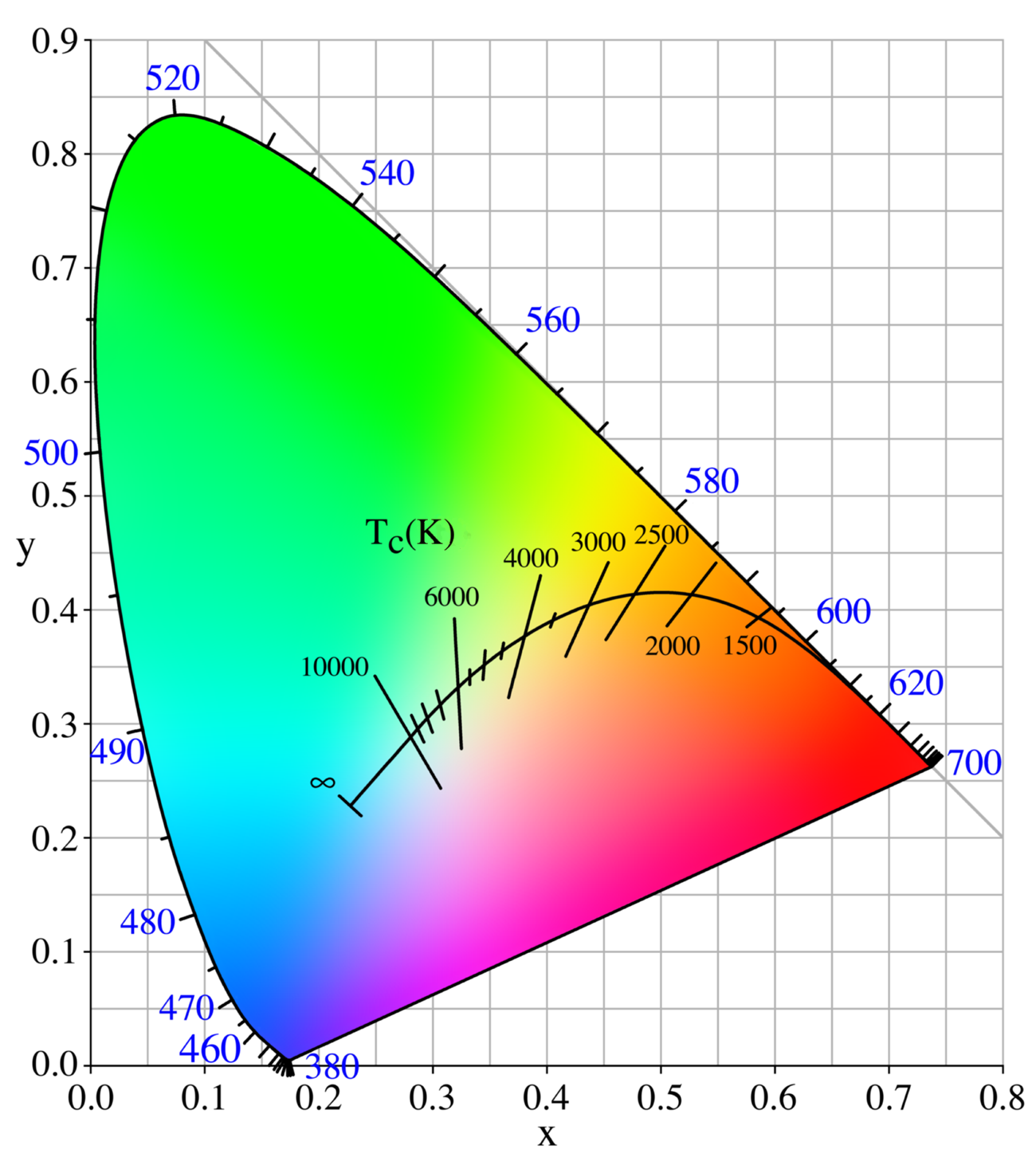
Колірна температура характеризує розподіл інтенсивності в неперервному спектрі джерела світла

## Випромінювання чорного тіла
Теплове електромагнітне випромінювання всередині або навколо  чорного тіла (ідеалізоване непрозоре тіло, що не відбиває світло), що перебуває в термодинамічній рівновазі з навколишнім середовищем,  має певний безперервний спектр частот {\displaystyle \omega }, який залежить лише від температури тіла {\displaystyle T} .
Вираз для спектральної густини потоку випромінювання {\displaystyle u(\omega ,T)} (спектральної густини енергетичної світності) абсолютно чорного тіла, виведений Максом Планком,   має вигляд:
{\displaystyle u(\omega ,T)={\frac {\omega ^{2}}{\pi ^{2}c^{3}}}{\frac {\hbar \omega }{e^{\frac {\hbar \omega }{kT}}-1}}}.
Формула Планка («форма» залежності {\displaystyle u} від частоти та температури) спершу була «виведена» емпірично.
Формула Планка застосовується для випромінювання, яке знаходиться в тепловій рівновазі з речовиною за певної температури. Вона застосовна для абсолютно чорних тіл будь-якої форми незалежно від складу і структури за умови, що розміри випромінюючого тіла і деталей його поверхні набагато більші за довжини хвиль, на яких тіло в основному випромінює.

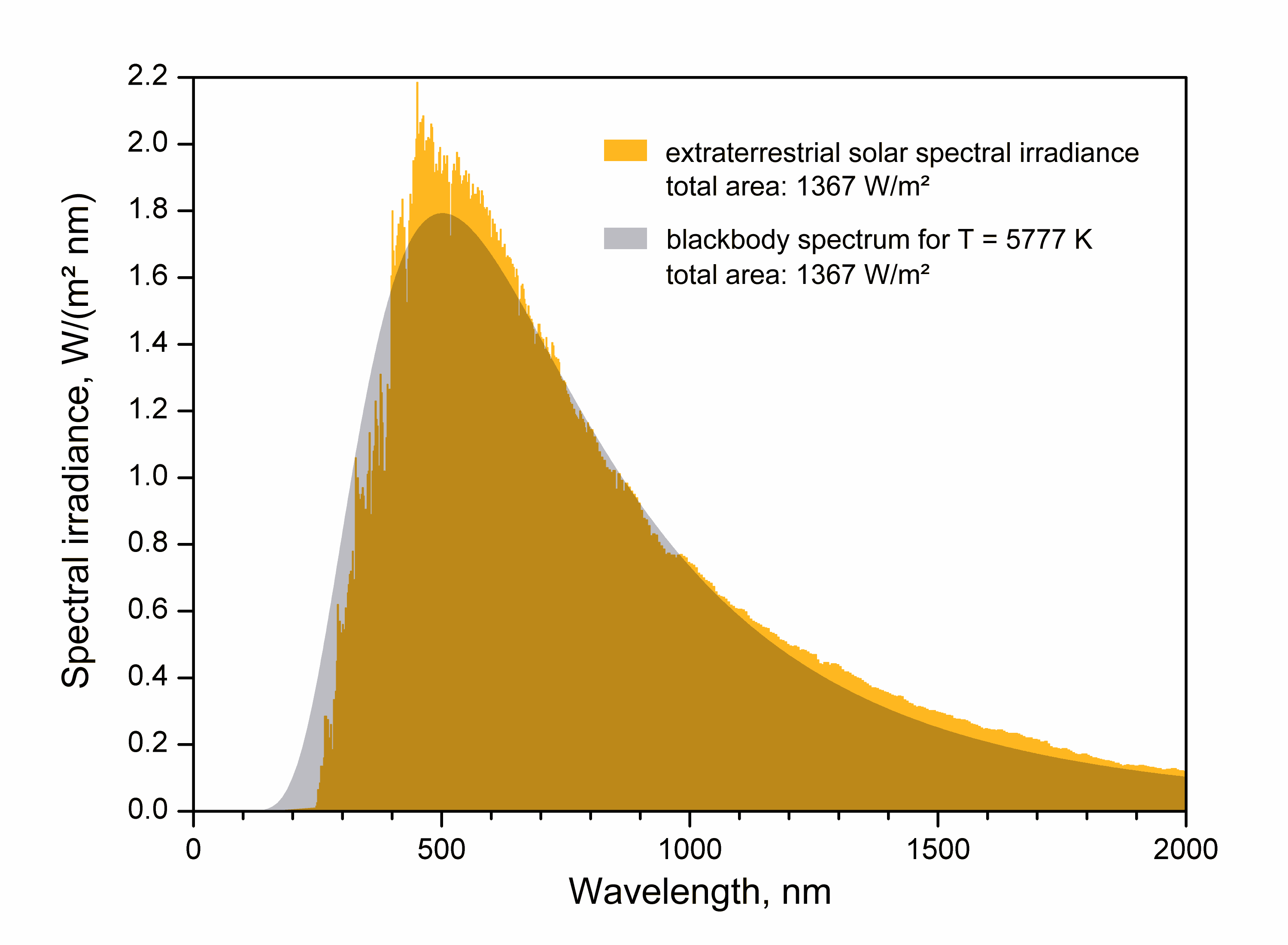
Спектр Сонця (жовтий колір) та спектр абсолютно чорного тіла з температурою 5777 K (сірий колір)

## Суцільний спектр сонячного випромінювання
Уся область довжин хвиль світла, випроміненого сонцем (99.9 %) лежить в інтервалі 150 — 4000 нм. Для Сонця ефективна температура становить 5777 K, яскравісна температура на довжині хвилі 1500 Å досягає свого мінімального значення 4200 K, а у видимому діапазоні на довжині хвилі 5500 Å яскравісна температура становить близько 6400 K, у той час, як для абсолютно чорного тіла всі визначення температури збігаються.

## Радіочастотний спектр
Безперервний інтервал радіочастот не вищий за 3 ТГц (терагерц) (3000 ГГц). Як і всі електромагнітні хвилі, радіохвилі у вакуумі поширюються зі швидкістю світла, а в атмосфері Землі — з трохи меншою швидкістю. Радіохвилі генеруються зарядженими частинками, які рухаються з прискоренням, наприклад змінними в часі електричними струмами. В природі радіохвилі випромінюють блискавки, різні типи астрономічних радіоджерел, а також усі нагріті об'єкти як теплове випромінювання.

## Суцільний спектр рентгенівського випромінювання
В електромагнітному спектрі діапазон частот рентгенівського випромінювання лежить між ультрафіолетом та гамма-променями. Низка вітчизняних і закордонних науковців вважають, що пріоритет винаходу Х-променів належить видатному українському вченому Івану Пулюю, який вперше застосував і дослідив їх 1892 року.. Суцільний спектр рентгенівського випромінювання виникає при бомбардуванні швидкими електронами пластинки анода в електронно-променевій трубці.